# 靳歙
靳 歙（きん きゅう、? - 前183年）は、秦から前漢にかけての武将。劉邦に従って数々の武功を挙げた。

## 経歴
中涓（侍従）として劉邦に従い、宛朐（冤句、えんく）から軍を起こした。
秦二世2年（紀元前208年）、夏侯嬰と共に済陽を攻め、同年8月、劉邦軍主力の一員として李由軍の撃破に貢献した。
秦二世3年（紀元前207年）3月、亳の南・啓封の北東で秦軍と戦い、騎千人の将一人を斬り、首五十七級を挙げ、七十三人を捕虜とした。この武功で爵位を賜わり、臨平君と号した。同年9月の藍田北の戦いでは、車司馬二人、騎長一人を斬り、首二十八級を挙げ、五十七人を捕虜とした。
高祖元年（紀元前206年）正月、漢王に封ぜられた劉邦から建武侯の爵位を賜り、さらに騎都尉となって劉邦に従い三秦平定に貢献した。高祖2年（紀元前205年）11月、別動隊として、おそらくは酈商の配下として隴西・北地方面へ侵攻し、章平（章邯の弟あるいは子）軍を隴西で撃破して隴西六県を平定した。配下の兵も、車司馬、斥候をそれぞれ四人ずつ、騎長十二人を斬った。高祖2年4月、劉邦に従って東進し楚と戦って彭城にまで到達したが、漢軍が大敗したため（彭城の戦い）、雍丘に戻り立てこもった。のちに雍丘を去って謀反人の王武らを撃ち、梁を攻略した。漢軍本隊から別れ、邢説（けいえつ）の軍を菑南で破り、靳歙自らも邢説の都尉二人、司馬候十二人を捕らえ、吏卒四千一百八十人を降伏させた。また楚軍を滎陽の東で撃破した。
高祖2年8月、漢王から別れて河内に赴き、趙の将軍の賁郝（ひせき）の軍を朝歌で撃ち、配下の兵は騎将二人を捕らえ、車馬二百五十匹を鹵獲した。
漢王に従い安陽から東を攻めて棘蒲に至り、七県を下した。また分かれて趙の軍を攻め破り、其の将司馬二人、候四人を捕らえ、吏卒二千四百人を降伏させた。
高祖3年（紀元前204年）、食邑四千二百戸を賜り、再び漢王に従って邯鄲を攻略した。分かれて平陽を下して守相（留守の宰相）を自ら斬り、配下の兵も兵守・郡守各々一人を斬った。鄴を降し、漢王に従って朝歌・邯鄲を攻め、及び分かれて趙軍を撃破し、邯鄲郡六県を降した。
軍を敖倉に戻し、成皋の南で項羽軍を破り、楚の糧道を分断した。
滎陽から兵を出して襄邑に至り、項冠の軍を魯付近で破った。
さらに土地を攻略して東は繒・郯・下邳に至り、南は蘄・竹邑に至った。済陽付近で項悍を撃破した。
軍を戻して項羽を陳で攻め破った。別に江陵を平定し、江陵王の柱国、大司馬以下八人を降伏させた。江陵王は靳歙自らが捕らえ、生かしたまま雒陽へ送り、南郡を平定した。
漢王と共に陳に赴き、楚王韓信を捕らえた。割符を授かって子孫代々の世襲を許された。食邑四千六百石を賜わり、信武侯と号した。
騎都尉として代攻めに加わり、韓王信を平城の下に攻め、軍を東垣に戻した。功績があり、車騎将軍に任ぜられ、梁・趙・斉・燕・楚の車騎を統率した。陳豨の丞相である候敞（こうしょう）を撃ち、曲逆（くぎゃく）を降した。謀反を起こした黥布の討伐戦でも功があり、食邑五千三百石に加増された。
その戦歴は、敵の首を斬ること九十級、捕虜にすること百三十二人、漢軍本隊から分かれて敵軍を破ること十四回、城を降すこと五十九、郡・国各々一、二十三県を平定し、王・柱国各々一人、二千石以下五百石に至る三十九人を捕らえた。
高后5年（紀元前183年）、死去。粛侯と諡された。子の靳亭が代わって侯となったが、21年後の文帝後3年（紀元前161年）、領民を規定を超えて使役したため侯を剥奪され領地を没収された。

## 評価
司馬遷は『史記』列伝に傅寛と靳歙を並べ「この二人は高祖劉邦に従って山東より兵を起こし、楚軍を攻めて将を討ち取り軍を撃破して城を降すこと数十回に及んだが、なお危険や恥辱に遭わなかった。天の賜物である」と論賛した。